# Tierpark Bad Liebenstein
Koordinaten: 50° 49′ 13″ N, 10° 21′ 17″ O
Der Tierpark Bad Liebenstein ist ein kleiner Zoo am Fuße des Burgberges in der südthüringischen Kleinstadt Bad Liebenstein.

## Geschichte
Schon in den 1970er und 1980er Jahren wurden im Elisabethpark einige Tiergehege für Damwild und Hirsche sowie eine Voliere angelegt. Diese waren aber nach der Wende in der DDR verlassen und verfielen zusehends.
So wurde, vor allem durch den damaligen Vorsitzenden des Fremdenverkehrsvereins Horst Paukert, Anfang der 1990er Jahre eine Wiederbelebung vorangetrieben. Am 6. Januar 1996 konnte eine Nutzungsvereinbarung zwischen dem Verein und der Kurdirektorin für das heutige Gelände abgeschlossen werden. Die ersten Affen wurden angeschafft und ein kleines Gehege wurde Realität. Am 29. September 1998 wurde der Förderverein Tierpark Bad Liebenstein e.V. gegründet, der seitdem Träger des Tierparks ist.
Heute ist der Tierpark Mitglied in der DTG und beherbergt etwa 320 Tiere in 69 verschiedenen Arten. Neben Stachelschweinen, Kängurus, Erdmännchen, Kattas und verschiedenen Affen gehören auch Leguane, Schlangen, Schildkröten und Lamas zum Bestand.
2009 wurde ein grünes Klassenzimmer eingerichtet.
Jährlich im Mai findet im Tierpark das große Tierparkfest statt.